# Skeleton-Weltcup 2000/01
Der Skeleton-Weltcup 2000/01 war eine zwischen dem 1. Dezember 2000 und dem 16. Februar 2001 von der FIBT veranstaltete Wettkampfserie im Skeleton. Saisonhöhepunkt waren die Weltmeisterschaften im kanadischen Calgary. Bei den Männern gewann etwas überraschend der Amerikaner Lincoln DeWitt den Weltcup. Bei den Frauen konnte die Vorjahressiegerin Alex Coomber ihren Titel verteidigen. Als Unterbau zum Weltcup fungierten der Europacup und der America’s Cup.

## Weltcup-Übersicht
| 1. Weltcup in Winterberg, 1./2. Dezember 2000 | 1. Weltcup in Winterberg, 1./2. Dezember 2000 | 1. Weltcup in Winterberg, 1./2. Dezember 2000 | 1. Weltcup in Winterberg, 1./2. Dezember 2000 | 1. Weltcup in Winterberg, 1./2. Dezember 2000 |
| --------------------------------------------- | --------------------------------------------- | --------------------------------------------- | --------------------------------------------- | --------------------------------------------- |
| Disziplin                                     | Erster Platz                                  | Zweiter Platz                                 | Dritter Platz                                 |                                               |
| Frauen                                        | Steffi Hanzlik                                | Maya Pedersen                                 | Alex Coomber                                  |                                               |
| Männer                                        | Jeff Pain                                     | Jim Shea                                      | Kazuhiro Koshi                                |                                               |

| 2. Weltcup in Igls, 8./9. Dezember 2000 | 2. Weltcup in Igls, 8./9. Dezember 2000 | 2. Weltcup in Igls, 8./9. Dezember 2000 | 2. Weltcup in Igls, 8./9. Dezember 2000 | 2. Weltcup in Igls, 8./9. Dezember 2000 |
| --------------------------------------- | --------------------------------------- | --------------------------------------- | --------------------------------------- | --------------------------------------- |
| Disziplin                               | Erster Platz                            | Zweiter Platz                           | Dritter Platz                           |                                         |
| Frauen                                  | Alex Coomber                            | Steffi Hanzlik                          | Tricia Stumpf                           |                                         |
| Männer                                  | Gregor Stähli                           | Lincoln DeWitt                          | Kazuhiro Koshi                          |                                         |

| 3. Weltcup in La Plagne, 16. Dezember 2000 | 3. Weltcup in La Plagne, 16. Dezember 2000 | 3. Weltcup in La Plagne, 16. Dezember 2000 | 3. Weltcup in La Plagne, 16. Dezember 2000 | 3. Weltcup in La Plagne, 16. Dezember 2000 |
| ------------------------------------------ | ------------------------------------------ | ------------------------------------------ | ------------------------------------------ | ------------------------------------------ |
| Disziplin                                  | Erster Platz                               | Zweiter Platz                              | Dritter Platz                              |                                            |
| Frauen                                     | Alex Coomber                               | Tricia Stumpf                              | Lea Ann Parsley                            |                                            |
| Männer                                     | Jim Shea                                   | Philippe Cavoret                           | Lincoln DeWitt                             |                                            |

| 4. Weltcup in Nagano, 3. Februar 2001 | 4. Weltcup in Nagano, 3. Februar 2001 | 4. Weltcup in Nagano, 3. Februar 2001 | 4. Weltcup in Nagano, 3. Februar 2001 | 4. Weltcup in Nagano, 3. Februar 2001 |
| ------------------------------------- | ------------------------------------- | ------------------------------------- | ------------------------------------- | ------------------------------------- |
| Disziplin                             | Erster Platz                          | Zweiter Platz                         | Dritter Platz                         |                                       |
| Frauen                                | Steffi Hanzlik                        | Alex Coomber                          | Monique Riekewald                     |                                       |
| Männer                                | Kazuhiro Koshi                        | Lincoln DeWitt                        | Jeff Pain                             |                                       |

| Weltmeisterschaften in Calgary, 9. Februar 2001 | Weltmeisterschaften in Calgary, 9. Februar 2001 | Weltmeisterschaften in Calgary, 9. Februar 2001 | Weltmeisterschaften in Calgary, 9. Februar 2001 | Weltmeisterschaften in Calgary, 9. Februar 2001 |
| ----------------------------------------------- | ----------------------------------------------- | ----------------------------------------------- | ----------------------------------------------- | ----------------------------------------------- |

| 5. Weltcup in Park City, 16. Februar 2001 | 5. Weltcup in Park City, 16. Februar 2001 | 5. Weltcup in Park City, 16. Februar 2001 | 5. Weltcup in Park City, 16. Februar 2001 | 5. Weltcup in Park City, 16. Februar 2001 |
| ----------------------------------------- | ----------------------------------------- | ----------------------------------------- | ----------------------------------------- | ----------------------------------------- |
| Disziplin                                 | Erster Platz                              | Zweiter Platz                             | Dritter Platz                             |                                           |
| Frauen                                    | Alex Coomber                              | Michelle Kelly                            | Maya Pedersen                             |                                           |
| Männer                                    | Lincoln DeWitt                            | Martin Rettl                              | Gregor Stähli                             |                                           |

## Gesamtwertung

### Frauen
Bei den Frauen erhielten die 20 besten Pilotinnen je nach Platzierung Weltcuppunkte. Die Punkteverteilung sah folgendermaßen aus:
| Platz  | 1  | 2  | 3  | 4  | 5  | 6  | 7  | 8  | 9  | 10 | 11 | 12 | 13 | 14 | 15 | 16 | 17 | 18 | 19 | 20 |
| Punkte | 30 | 26 | 23 | 20 | 18 | 16 | 14 | 13 | 12 | 11 | 10 | 9  | 8  | 7  | 6  | 5  | 4  | 3  | 2  | 1  |

Der Frauen-Weltcup entwickelte sich zu einem Zweikampf zwischen der Weltcup-Titelverteidigerin Alex Coomber und der amtierenden Weltmeisterin Steffi Hanzlik. Diese lag nach zwei Wettbewerben zunächst vorn, bevor Coomber nach dem Rennen in La Plagne die Führung übernahm. Nach dem Wettbewerb in Nagano, welchen Hanzlik gewann, war der Vorsprung von Coomber auf fünf Punkte geschmolzen. Da die Britin den Saisonabschluss in Park City jedoch gewann, konnte sie am Ende erneut die Gesamtwertung vor Hanzlik für sich entscheiden. Fast noch spannender gestaltete sich der Wettkampf um den verbliebenen dritten Podestplatz zwischen Tricia Stumpf und Maya Pedersen. Die Schweizerin lag bis zum Saisonabschluss hinter der Amerikanerin Trumpf, war aber vor dem letzten Weltcup erstmals Weltmeisterin geworden. Pedersen belegte in Park City den dritten Platz, während es für Stumpf nur zu Rang fünf reichte. Letztlich fehlten der Amerikanerin zwei Zehntel, um in der Gesamtwertung den dritten Platz zu belegen.
| Rang | Athlet                | WIN | IGL | LAP | NAG | PAC | Punkte |
| ---- | --------------------- | --- | --- | --- | --- | --- | ------ |
| 01   | Alex Coomber          | 3   | 1   | 1   | 2   | 1   | 139    |
| 02   | Steffi Hanzlik        | 1   | 2   | 5   | 1   | 4   | 124    |
| 03   | Maya Pedersen         | 2   | 9   | 4   | 4   | 3   | 101    |
| 04   | Tricia Stumpf         | 5   | 3   | 2   | 7   | 5   | 99     |
| 05   | Michelle Kelly        | 6   | 7   | 6   | 8   | 2   | 85     |
| 06   | Lea Ann Parsley       | 4   | 6   | 3   | 10  | 7   | 84     |
| 07   | Monique Riekewald     | 7   | 4   | 7   | 3   | 11  | 81     |
| 08   | Deanna Panting        | 10  | 10  | 12  | 5   | 8   | 62     |
| 09   | Diana Sartor          | 15  | 5   | 18  | 6   | 6   | 59     |
| 10   | Ursi Walliser         | 9   | 15  | 8   | 9   | 10  | 54     |
| 11   | Mellisa Hollingsworth | 8   | 8   | 9   | 11  | –   | 48     |
| 12   | Dany Locati           | 11  | 11  | 10  | –   | 15  | 37     |
| 13   | Babs Isak             | 12  | 13  | 13  | 16  | 14  | 37     |
| 14   | Emma Stewart          | 23  | 21  | 11  | 14  | 13  | 25     |
| 15   | Astrid Ebner          | 13  | 12  | 23  | 15  | 19  | 25     |
| 16   | Lucia Sitzia          | –   | 14  | 22  | –   | 12  | 16     |
| 17   | Mikiko Yoshioka       | 16  | 22  | 20  | 12  | 21  | 15     |
| 18   | Caroline Burdet       | 14  | 18  | 16  | –   | 17  | 15     |
| 19   | Jekaterina Mironowa   | –   | –   | –   | –   | 9   | 12     |
| 20   | Conny Simmchen        | 19  | 17  | 15  | –   | 18  | 12     |
| 21   | Liz Couch             | 20  | 19  | 14  | –   | –   | 10     |
| 22   | Natsuko Kanke         | –   | –   | –   | 13  | 20  | 9      |
| 23   | Tanja Morel           | 21  | 16  | 17  | –   | –   | 9      |
| 24   | Felicia Canfield      | –   | –   | –   | –   | 16  | 5      |
| 25   | Lydia Mayr            | 17  | 20  | 24  | –   | –   | 5      |
| 26   | Desirée Bjerke        | 18  | 23  | 19  | –   | –   | 5      |
| 27   | Eiko Nakayama         | 22  | 24  | 20  | –   | –   | 1      |
| −    | Mescha Soper          | 24  | 25  | 25  | –   | –   | 0      |
| −    | Louise Cocoran        | –   | –   | –   | –   | 22  | 0      |
| −    | Cindy Ninos           | –   | –   | –   | –   | 23  | 0      |

### Männer
Bei den Männern erhielten die 30 besten Piloten je nach Platzierung Weltcuppunkte. Die Punkteverteilung sah folgendermaßen aus:
| Platz  | 1  | 2  | 3  | 4  | 5  | 6  | 7  | 8  | 9  | 10 | 11 | 12 | 13 | 14 | 15 | 16 | 17 | 18 | 19 | 20 | 21 | 22 | 23 | 24 | 25 | 26 | 27 | 28 | 29 | 30 |
| Punkte | 50 | 45 | 41 | 38 | 35 | 32 | 29 | 27 | 25 | 23 | 21 | 20 | 19 | 18 | 17 | 16 | 15 | 14 | 13 | 12 | 11 | 10 | 9  | 8  | 7  | 5  | 4  | 3  | 2  | 1  |

In Abwesenheit des lange verletzten amtierenden Weltmeisters und zweimaligen Weltcupgewinners Andy Böhme entwickelte sich eine völlig offene Weltcupsaison. Jedes Rennen sah einen anderen Sieger und die Gesamtführung wechselte ständig. Zunächst lag nach seinem Auftaktsieg der Kanadier Jeff Pain vorn, der aber mit Rang 18 in Igls zunächst zurückfiel. Nach 2 Wettbewerben führte überraschend der bereits 35-jährige Japaner Koshi vor Gregor Stähli und Jim Shea. Der Amerikaner Shea übernahm nach seinem Sieg in La Plagne die Führung vor Koshi und dem überraschend starkem Amerikaner DeWitt, der nach schwachem Start in Winterberg nachfolgend zwei Podestplätze belegt hatte. Da Stähli auf den Start in Nagano verzichtete, fiel ein Titelaspirant aus dem Rennen. Vor heimischer Kulisse gewann Koshi mit 12 Hundertsteln Vorsprung vor DeWitt, der nun nur fünf Punkte hinter dem zweitplatzierten Shea in der Gesamtwertung lag. Die Vorzeichen für den ersten japanischen Gesamtweltcupsieg im Skeleton standen nicht schlecht, doch in Park City wurde das Klassement nochmals über den Haufen geworfen. Mit nur einer Hundertstel Vorsprung gewann DeWitt den Weltcup in Park City, während Koshi um vier Hundertstel den 5. Platz verfehlte, der ihm trotz eines Sieges von DeWitt die notwendigen Punkte für den Gesamtsieg eingebracht hätte. Vorher nie besser als auf Platz drei liegend gewann der Amerikaner Lincoln DeWitt ziemlich überraschend den Gesamtweltcup vor einem nie besser gewesenen Japaner Kazuhiro Koshi. Jim Shea belegte nur fünf Punkte dahinter den dritten Platz.
| Rang | Athlet              | WIN | IGL | LAP | NAG | PAC | Punkte |
| ---- | ------------------- | --- | --- | --- | --- | --- | ------ |
| 01   | Lincoln DeWitt      | 12  | 2   | 3   | 2   | 1   | 201    |
| 02   | Kazuhiro Koshi      | 3   | 3   | 5   | 1   | 6   | 199    |
| 03   | Jim Shea            | 2   | 6   | 1   | 7   | 4   | 194    |
| 04   | Jeff Pain           | 1   | 18  | 7   | 3   | 5   | 169    |
| 05   | Gregor Stähli       | 5   | 1   | 15  | –   | 3   | 143    |
| 06   | Martin Rettl        | 19  | 5   | 9   | 9   | 2   | 143    |
| 07   | Philippe Cavoret    | 13  | 13  | 2   | 5   | 12  | 138    |
| 08   | Chris Soule         | 4   | 10  | 8   | 11  | 8   | 136    |
| 09   | Kristan Bromley     | 9   | 12  | 6   | 8   | 13  | 123    |
| 10   | Pascal Richard      | 6   | 7   | 22  | 4   | 23  | 118    |
| 11   | Christian Auer      | 14  | 8   | 4   | 17  | 18  | 112    |
| 12   | Snorre Pedersen     | 6   | 21  | 10  | 15  | 9   | 108    |
| 13   | Willi Schneider     | 8   | 14  | 18  | 14  | 11  | 98     |
| 14   | Alexander Müller    | 11  | 4   | 24  | –   | 7   | 96     |
| 15   | Duff Gibson         | 10  | 10  | 13  | 16  | 19  | 95     |
| 16   | Felix Poletti       | 18  | 9   | 11  | 20  | 16  | 88     |
| 17   | Dirk Matschenz      | 16  | 22  | 19  | 6   | 20  | 83     |
| 18   | Adrian Collins      | 17  | 23  | 14  | 12  | 14  | 80     |
| 19   | Masaru Inada        | 15  | 28  | 12  | 13  | 15  | 76     |
| 20   | Frank Kleber        | 21  | 16  | 16  | 9   | –   | 68     |
| 21   | Steve Anson         | 23  | 19  | 17  | 18  | 17  | 66     |
| 22   | Christian Steger    | 24  | 15  | 30  | –   | 10  | 49     |
| 23   | Yuuki Nozawa        | –   | 17  | 23  | 22  | 24  | 42     |
| 24   | Stephane Gonthier   | 26  | 25  | 21  | 25  | 22  | 40     |
| 25   | Haavard Engelien    | 20  | 26  | 20  | –   | –   | 29     |
| 26   | Jean-Claude Ray     | 25  | 20  | 28  | –   | –   | 22     |
| 27   | Stefano Maldifassi  | 30  | 24  | 29  | –   | 21  | 22     |
| 28   | Urs Vescoli         | –   | –   | –   | 19  | 27  | 17     |
| 29   | Odd Arne Almli      | 27  | 27  | 25  | –   | –   | 15     |
| 30   | Zach Lund           | –   | –   | –   | 21  | –   | 11     |
| 31   | Mick Maddock        | 29  | 31  | 27  | 26  | –   | 11     |
| 32   | Kōshun Tōjō         | 22  | –   | –   | –   | –   | 10     |
| 33   | Brady Canfield      | –   | 29  | 26  | –   | –   | 10     |
| 34   | Cederic Tamani      | –   | –   | –   | 23  | –   | 9      |
| 35   | Markus Penz         | –   | –   | –   | 24  | –   | 8      |
| 36   | Clifton Wrottesley  | –   | –   | –   | –   | 25  | 7      |
| 37   | Josef Chuchla       | –   | –   | –   | –   | 26  | 5      |
| 38   | Kwang-Bae Kang      | –   | –   | –   | –   | 28  | 3      |
| 39   | Martins Dukurs      | 34  | 32  | –   | –   | 29  | 2      |
| 40   | Tomass Dukurs       | 33  | 30  | –   | –   | 30  | 2      |
| −    | Martin Burkhard     | 31  | 34  | 31  | –   | 31  | 0      |
| −    | Jaime Tapia         | 32  | 33  | 33  | –   | 34  | 0      |
| −    | Carlos Gutierrez    | –   | 37  | –   | –   | –   | 0      |
| −    | Christophe Mombazet | 35  | 35  | –   | –   | 35  | 0      |
| −    | Mike Voudouris      | 36  | 36  | 32  | –   | 33  | 0      |
| −    | Peter van Wees      | –   | –   | –   | –   | 32  | 0      |